# Новояворовск
Новоя́воровск (укр. Новоя́ворівськ) — город в Яворовском районе Львовской области Украины. Административный центр Новояворовской городской общины. Расположен на высоте 300 м над уровнем моря на границе Расточья и Надсанской низменности в верховьях реки Шкло. Сегодня — крупнейший в Яворовском районе и 7-й по счету во Львовской области город с населением более 30 тысяч человек. Входит во Львовскую агломерацию.
Новояворовск относительно молодой город, основанный в 1965 году как рабочее поселение Янтарное (с июня 1969 года — пгт Новояворовское) возле больших мощностей производства серы, именно поэтому на его гербе и флаге виднеются три треугольника — геологическое обозначение месторождений серной руды. Особенностью Новояворовска является большая плотность населения, которая составляет более 15 тыс. чел./км² (для сравнения, средняя плотность населения Львова около 4 тыс. чел./км²), что объясняется его застройкой преимущественно многоэтажными домами.

## Географическое положение
Находится на расстоянии 28 километров от границы с Польшей, 13 километрах от Яворова и в 35 километрах от Львова.

## История
История Новояворовска связана с производственным объединением «Сирка». Постановление Правительства СССР «О расширении производства серы на Западной Украине» легло в основу развития разработок Яворовского и Немировского месторождений серы и строительства горно-химического комбината. Это обусловило проектирование и строительство нового города — места расселения рабочих серной промышленности. Выбор места размещения города осуществлялся в соответствии с выбором участка для строительства комбината со всем комплексом основных и сопутствующих промышленных предприятий.
Задача по проектированию жилого поселения «Серный» (потом это название изменено на «Янтарное»), для Яворовского горно-химического комбината, руководство химической промышленности и Львовского экономического района поручило «Киевскому НИИ градостроительства Госстроя СССР» 22 апреля 1964 года специалистами было предложено два варианта участков для размещения комбината: «западный», по которому комбинат размещался западнее карьера в направлении города Яворов, и «восточный» с размещением комбината восточнее от залежей серы.
В январе 1965 года было решено строить город с восточной стороны месторождений. Выбор этого варианта обусловил целесообразность выбора места для расселения рабочих тоже с восточной стороны карьера с обеспечением санитарно-гигиенических разрывов. Поселение было заложено на расстоянии 5 км на юго-восток от промышленной зоны серного комбината. Фактически строительство города началось в 1970 году.
Город возник 14 октября 1965 года как рабочее поселение с названием Янтарное.
В июне 1969 года, когда населённый пункт стал посёлком городского типа Новояворовское, здесь проживало 1019 человек.
В начале 1970 года была построена первая средняя школа, рассчитанная на 1280 учеников. В январе 1979 года была открыта ДЮСШ «Янтарь» (основными дисциплинами которой стали сначала биатлон и велоспорт, а позднее — и футбол).
В 1981 году численность населения составляла 9,9 тыс. человек, здесь действовали производственное объединение «Сера», завод железобетонных изделий, комбинат бытового обслуживания, две средние школы, школа искусств, медицинский городок, Дом культуры и библиотека. В 1982 году Шкловское техническое училище было преобразовано в Новояворовское среднее городское профессионально-техническое училище № 65 (с 1987 — ПТУ № 65).
В 1984 году завершено строительство современного Дворца культуры «Кристалл» с большим залом на 720 мест и актовым залом на 250 мест, танцевальным залом, буфетом-кафе, выставочным залом, библиотекой, хореографическим классом и другими помещениями.
В 1985 году здесь была построена школа на 1568 мест (архитектор Н. Плотницкая), с января 1986 года населённый пункт получил статус города.
В январе 1989 года численность населения составляла 24 320 человек, крупнейшим предприятием являлся завод железобетонных изделий.
3 июня 2008 года был переименован в Новояворовск.
В октябре 2018 года профессиональное училище передали на баланс местного бюджета.

## Население
По данным переписи 2001 года, украинцы составляли 97,46 % населения Новояворовска, русские — 2,03 %.

### Языковой состав
Родной язык населения по данным переписи 2001 года:
| Язык       | Численность, чел. | Доля     |
| ---------- | ----------------- | -------- |
| Украинский | 25 898            | 97,92 %  |
| Русский    | 497               | 1,88 %   |
| Другое     | 53                | 0,20 %   |
| Итого      | 26 448            | 100,00 % |

Украинский язык является основным и единственным официальным языком города.

## Современность
Новояворовск — город с развитой обрабатывающей промышленностью, учреждениями и предприятиями обслуживания, инженерной инфраструктурой.
По состоянию на 1 января 2007 года территория города составляла 217,7 га. Из них жилой застройки 78,3 га. Разработан и утвержден новый генеральный план, в соответствие с которым проектная территория в пределах города составит 610,0 га, в том числе территория жилой застройки — 103,1 га.
Основу экономики города составляют около 60 городских предприятий, которые специализируются на производстве строительных материалов, строительстве, пошиве и ремонте обуви, пошиве одежды, производстве пищевых продуктов, предоставлении разных услуг населению. В городе проживает 14 тыс. высокопрофессиональных рабочих, средний возраст которых 25,2 лет.

## Социальная сфера
За почти 40-летнюю историю города было построено свыше 420 тыс. м² жилья, это 8 378 квартир, 3 средние школы на более чем 5 тыс. учеников, 2 начальные школы на 760 учеников, 9 детских садов (5 из них действующих), школа искусств на 460 учеников, межшкольный учебно-производственный комбинат на 960 учеников, профессионально-техническое училище, больничный комплекс с поликлиникой на 500 посетителей, больница на 300 мест.

## Административное устройство

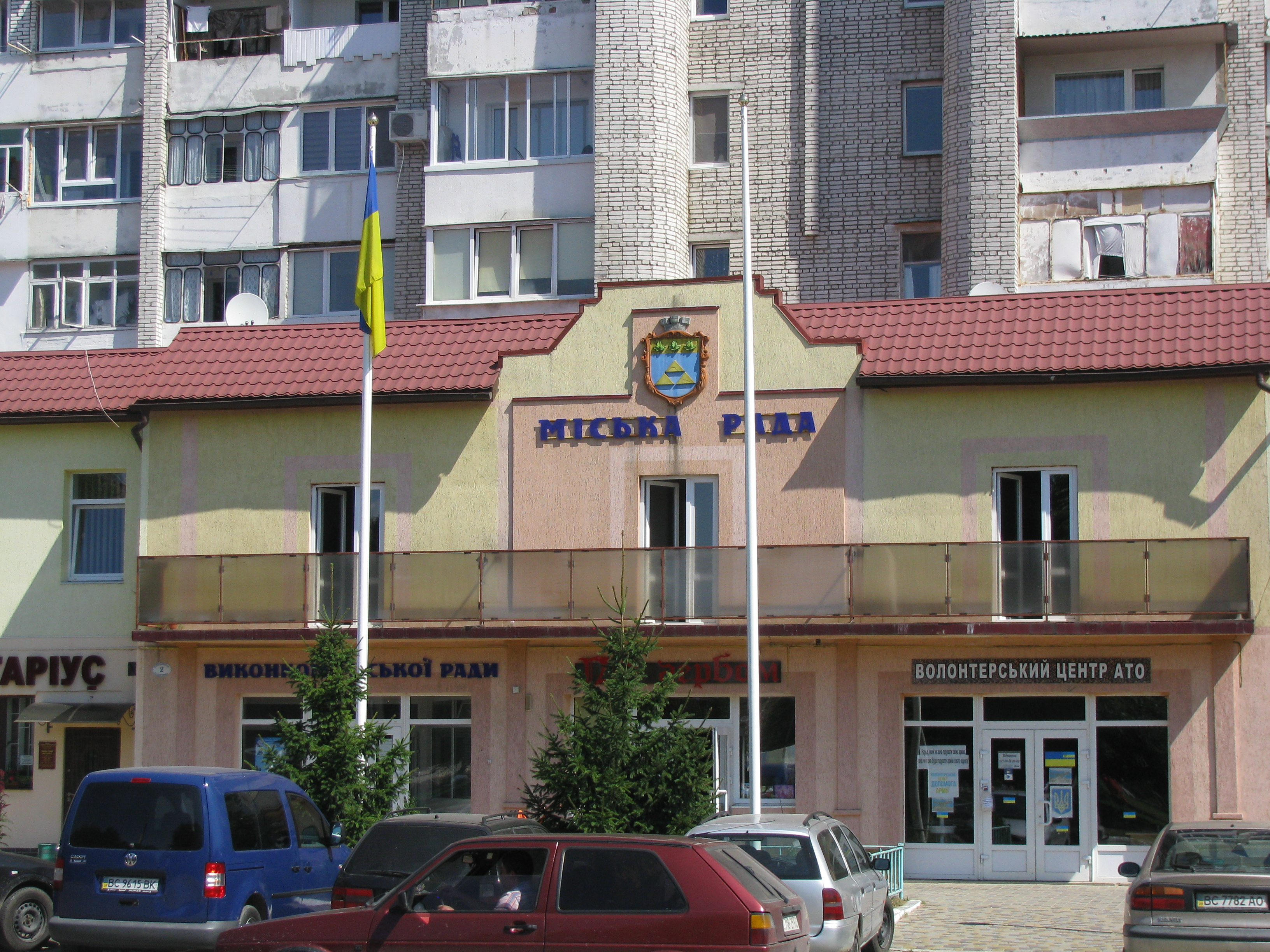
Здание Новояворовского городского совета в 2016 году

В состав Новояворовского городского совета входят 36 депутатов и председатель. Текущим городским головой является Мацелюх Владимир Ярославович. В подчинении Новояворовского городского совета кроме самого Новояворовска находятся также пгт Шкло и 20 сёл, входящих в Новояворовскую городскую территориальную общину.
В городе действует Новояворовское городское отделение полиции, которое подчиняется Яворовскому РО ГУМВД Украины во Львовской области.

## Транспорт
Железнодорожная станция Янтарная Львовской железной дороги и автостанция «Новояворовск».
Рядом с городом проходит автотрасса государственного значения Львов — Яворов (автодорога М10 Львов — Ивано-Франково — Краковец — на Краков). Неподалёку[где?] запланировано строительство международной автодороги Киев — Лиссабон, которая будет входить в автодорогу A4[когда?].

## Галерея

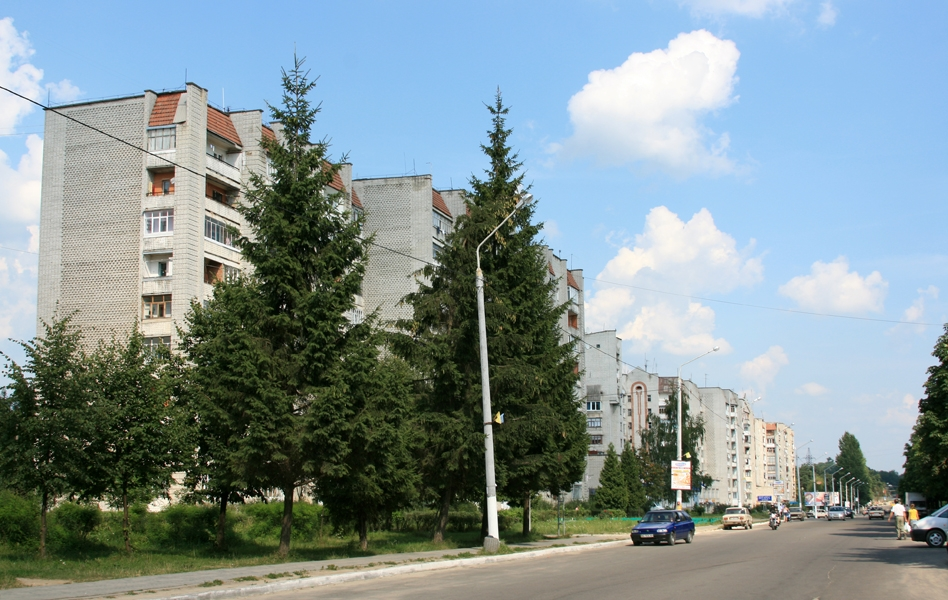
Главная улица — ул. Бандеры
Дворец культуры
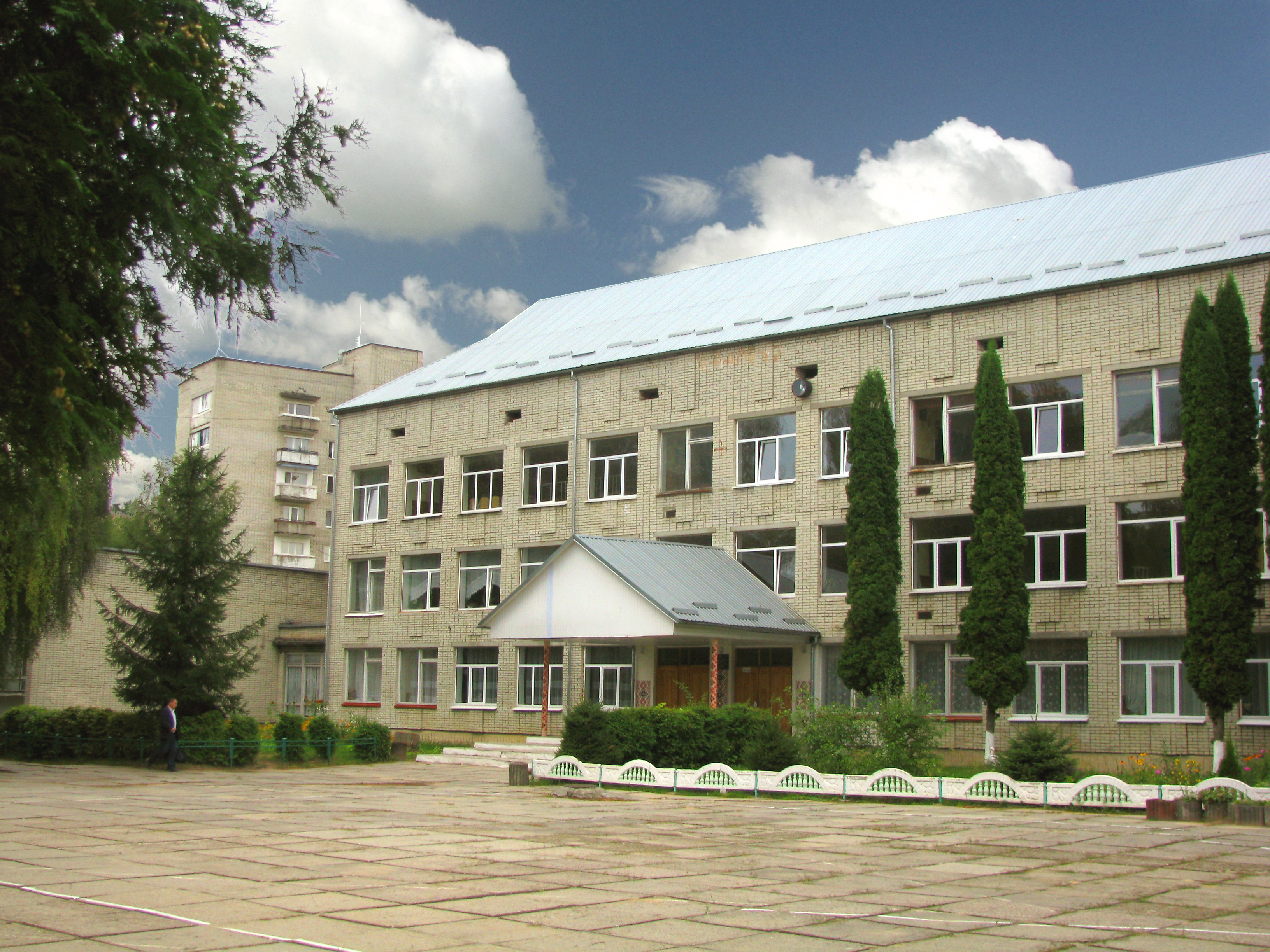
Общеобразовательная школа I-III ступеней №2
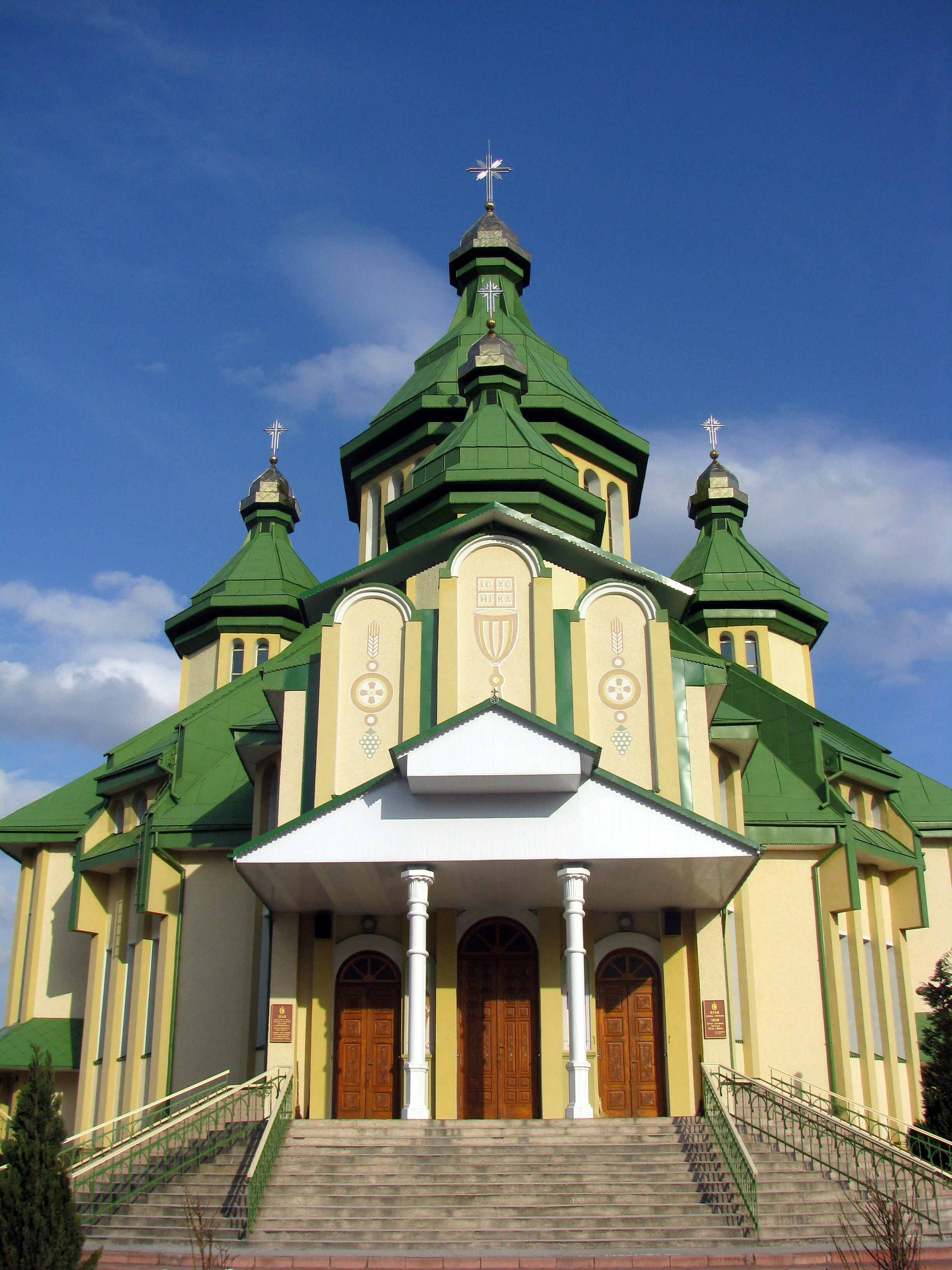
Петропавловская церковь
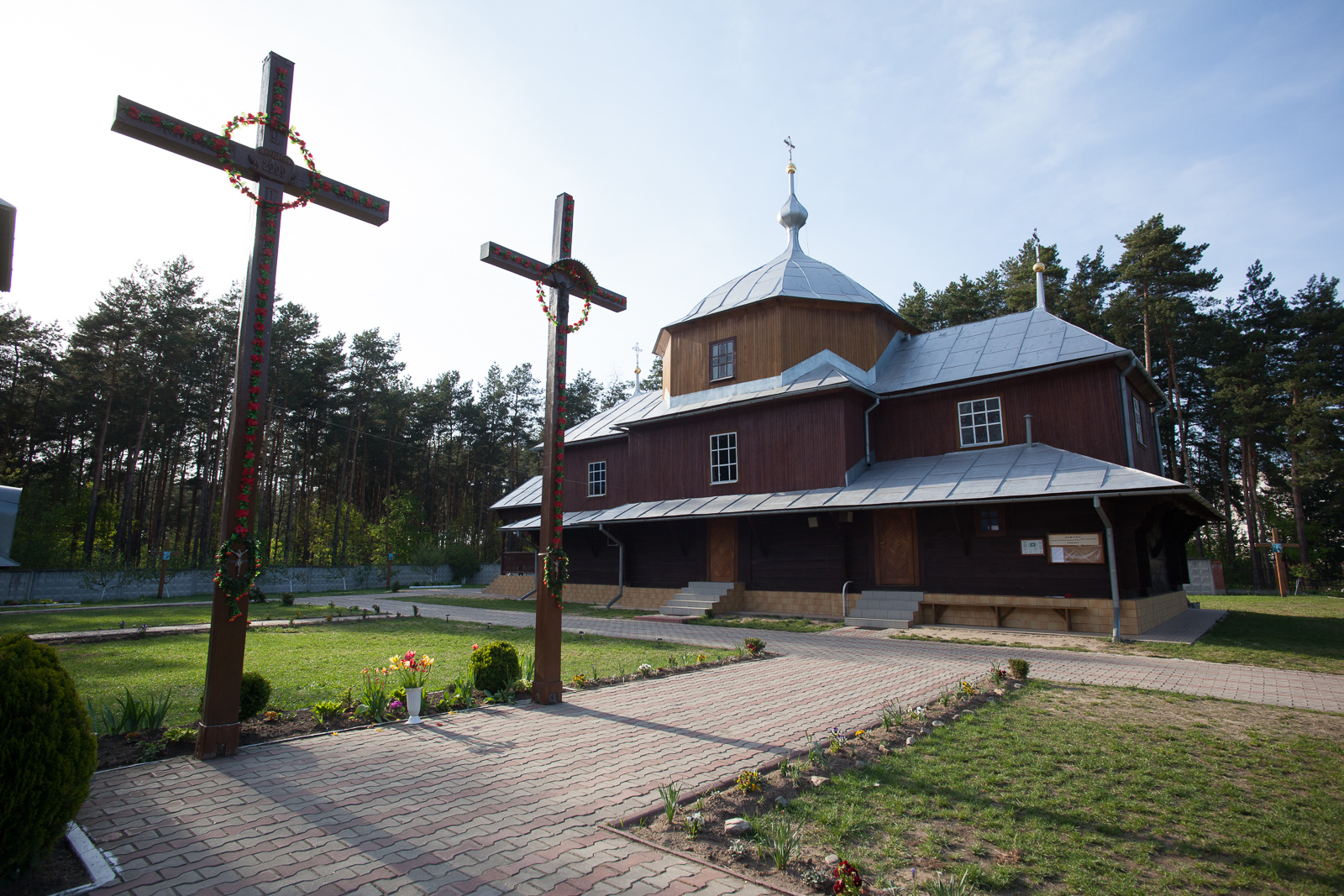
Георгиевская церковь
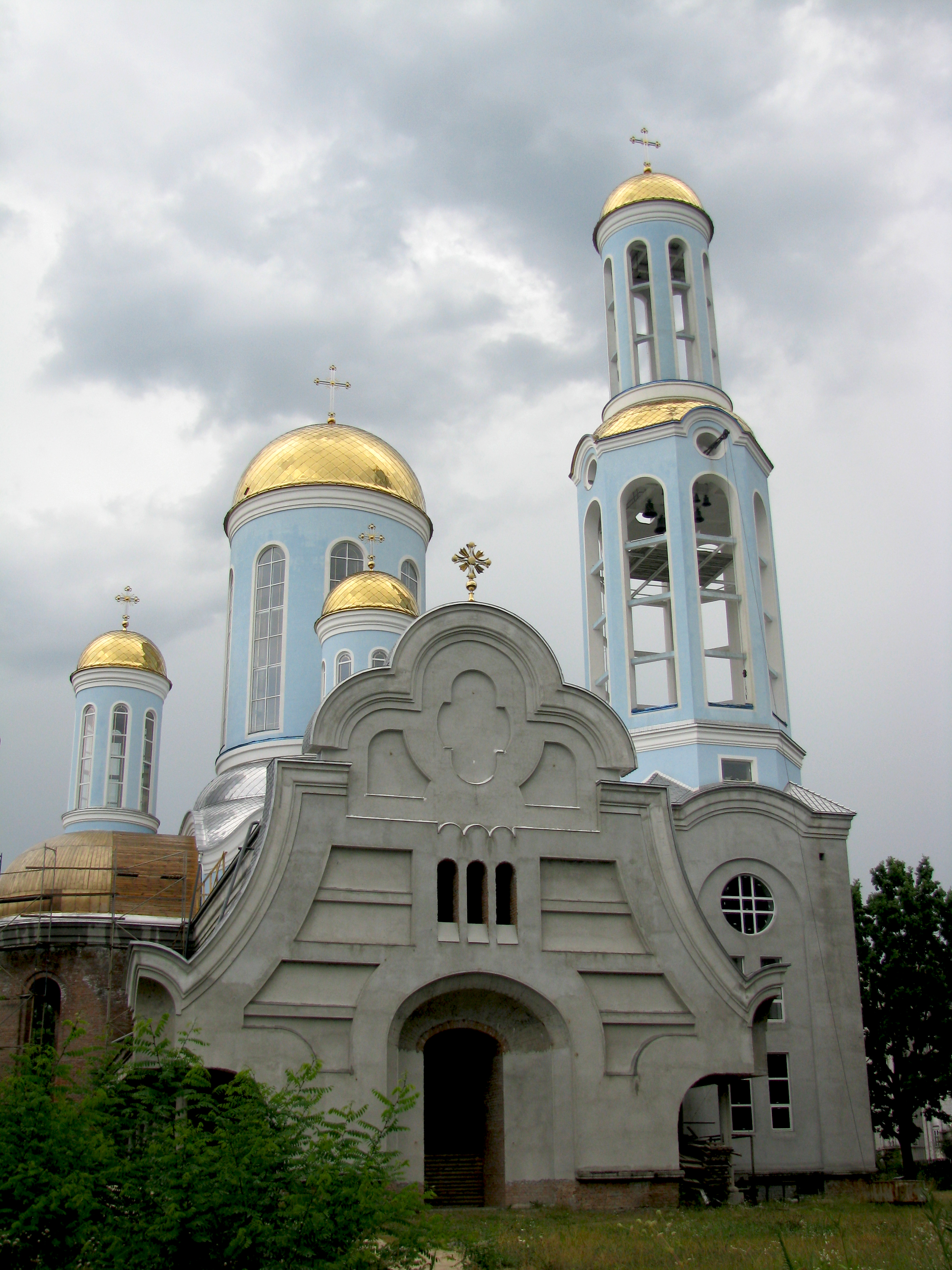
Покровская церковь